# Inalumaala
Inalumaala, jedna lokalnih skupina Yahgana sa zapada Canala Beagle od Punta Divide do poluotoka Brecknock na jugu Čilea. Po govoru, i dijelom po kulturi (lovci), se razlikuju od skupina Yahgana, kao što su Utumaala s kulturom kanua. Ne smiju se pobrkati sa skupinom sličnog imena Ilalumaala sa zaljeva Cook i lažnog rta Horn.